# (207723) Jiansanjiang
(207723) Jiansanjiang est un astéroïde de la ceinture principale.

## Description
(207723) Jiansanjiang est un astéroïde de la ceinture principale. Il fut découvert le 11 septembre 2007 à XuYi par le programme de relevé astronomique d'objets géocroiseurs de l'observatoire de la Montagne Pourpre. Il présente une orbite caractérisée par un demi-grand axe de 2,34 UA, une excentricité de 0,05 et une inclinaison de 3,7° par rapport à l'écliptique.